# Austromitra bathyraphe
Austromitra bathyraphe is een slakkensoort uit de familie van de Costellariidae. De wetenschappelijke naam van de soort is voor het eerst geldig gepubliceerd in 1900 door Sowerby III.